# Episodi di Dexter (ottava stagione)
L'ottava e ultima stagione della serie televisiva Dexter è stata trasmessa in prima visione assoluta negli Stati Uniti dal canale via cavo Showtime dal 30 giugno al 22 settembre 2013.
In Italia, la stagione è andata in onda in prima visione satellitare su Fox Crime, canale a pagamento della piattaforma Sky, dal 13 settembre al 29 novembre 2013; in chiaro, è stata trasmessa da Rai 4 dal 10 settembre al 15 ottobre 2014.
Durante questa stagione Geoff Pierson e Aimee Garcia entrano a far parte del cast principale.
Gli antagonisti principali sono Oliver Saxon e Jacob Elway.
| nº | Titolo originale             | Titolo italiano                  | Prima TV USA      | Prima TV Italia   |
| -- | ---------------------------- | -------------------------------- | ----------------- | ----------------- |
| 1  | A Beautiful Day              | Una splendida giornata           | 30 giugno 2013    | 13 settembre 2013 |
| 2  | Every Silver Lining...       | Il rovescio della medaglia       | 7 luglio 2013     | 20 settembre 2013 |
| 3  | What's Eating Dexter Morgan? | Sensi di colpa                   | 14 luglio 2013    | 27 settembre 2013 |
| 4  | Scar Tissue                  | A metà dell'opera                | 21 luglio 2013    | 4 ottobre 2013    |
| 5  | This Little Piggy            | Questo porcellino                | 28 luglio 2013    | 11 ottobre 2013   |
| 6  | A Little Reflection          | Un momento di riflessione        | 4 agosto 2013     | 18 ottobre 2013   |
| 7  | Dress Code                   | Dress code                       | 11 agosto 2013    | 25 ottobre 2013   |
| 8  | Are We There Yet?            | Siamo già arrivati?              | 18 agosto 2013    | 1º novembre 2013  |
| 9  | Make Your Own Kind of Music  | La colonna sonora della tua vita | 25 agosto 2013    | 8 novembre 2013   |
| 10 | Goodbye Miami                | Addio Miami                      | 8 settembre 2013  | 15 novembre 2013  |
| 11 | Monkey in a Box              | Caccia all'uomo                  | 15 settembre 2013 | 22 novembre 2013  |
| 12 | Remember the Monsters?       | Ricorda i mostri                 | 22 settembre 2013 | 29 novembre 2013  |

## Una splendida giornata
- Titolo originale: A Beautiful Day
- Diretto da: Keith Gordon
- Scritto da: Scott Buck

### Trama
Sono trascorsi sei mesi dalla morte del capitano María LaGuerta, uccisa da Debra, la quale, divorata dal senso di colpa, ha lasciato la polizia di Miami ed è diventata una cacciatrice di taglie per un'agenzia privata. Mentre la sua vita procede tra droga e solitudine, quella di Dexter sembra andare a gonfie vele, poiché la morte di LaGuerta gli ha permesso di scamparla ancora una volta. I rapporti con la sorella, però, sono ormai inesistenti, poiché Debra ha deciso di allontanarlo definitivamente dalla sua vita. Dexter, intanto, è sempre sulle sue tracce e si mette in azione quando scopre che la donna è in serio pericolo poiché il suo ultimo caso vede coinvolto un ricettatore, Andrew Briggs, e un potenziale acquirente, El Sapo, che Dexter scoprirà essere un sicario. Dexter sfoga la sua frustrazione repressa per la situazione con la sorella uccidendo Briggs, con cui, tra l'altro, Debra aveva instaurato una relazione e questo non fa altro che allontanare i due fratelli ancora di più. Intanto, mentre Jamie e Quinn hanno instaurato una relazione segreta, Batista, provato dalla morte di LaGuerta, dei cui effetti personali, dopo sei mesi, non riesce ancora a disfarsi, ha deciso di posticipare il pensionamento e continuare la lotta contro la delinquenza, questa volta con il titolo di tenente. Nel frattempo, un nuovo serial killer che asporta pezzi di cervello dalle sue vittime sembra minacciare Miami e ad aiutare la polizia nelle indagini sopraggiunge la neuropsichiatra Evelyn Vogel, che sembra sapere molte cose sugli psicopatici, in particolare su Dexter, una su tutte, il codice di Harry.
- Guest star: Charlotte Rampling (Evelyn Vogel), Sean Patrick Flanery (Jacob Elway), Rhys Coiro (Andrew Briggs), Jadon Wells (Harrison), Dana L. Wilson (Det. Angie Miller), Nick Gomez (Javier "El Sapo" Guzman), Nadége August (Receptionist), Jennifer Christopher (Agente di polizia), Lewis T. Powell (Autista).
- Ascolti USA: telespettatori 2 484 000[4]

## Il rovescio della medaglia
- Titolo originale: Every Silver Lining...
- Diretto da: Michael C. Hall
- Scritto da: Manny Coto

### Trama
La dottoressa Vogel mostra a Dexter alcuni vecchi filmati riguardanti Harry che, preoccupato per gli istinti omicida del figlio, si confronta con lei per capire come affrontare la situazione. Dai video emerge come sia stata in realtà la Vogel a inventare il codice che ha permesso a Dexter di incanalare i suoi istinti senza reprimerli, e che lo stesso abbia fatto con altri pazienti seppur con scarso successo. La dottoressa sembra mostrare un forte attaccamento a Dexter, tanto da considerarsi per lui una vera e propria mamma, e vuole che lui l'aiuti a catturare il nuovo killer di Miami. Vogel teme che si tratti di un suo ex paziente in quanto davanti alla sua porta di casa ha trovato uno dei pezzi del cervello della vittima, la corteccia insulare anteriore, e pensa subito a una specie di messaggio intimidatorio. Dexter si rifiuta di lavorare su commissione, ma la donna insiste poiché se la polizia scopre che il killer è un "esperimento fallito" della Vogel, potrebbe finire in guai seri. Debra continua a provare rancore verso Dexter e a evitare contatti con i suoi ex colleghi e amici del dipartimento. Nel frattempo, si mette alla ricerca, insieme a Elway, dei gioielli di Briggs, non immaginando che anche El Sapo è sulle sue tracce. Infatti, appena Debra trova i gioielli, viene pestata e derubata dal sicario. Il giorno dopo, però, El Sapo viene trovato morto nella sua auto, crivellato da una scarica di proiettili, e non vi è traccia dei gioielli. Dexter trova il sangue di Debra sulla scena del crimine e capisce che è stata lei a ucciderlo. Quando le chiede spiegazioni, la sorella ha le idee confuse al riguardo ma chiede di sostituire la pistola che El Sapo le aveva rubato, rinvenuta sul luogo del delitto, con un'altra di ordinanza. Dexter capisce che la Debra che conosceva prima della morte di LaGuerta ormai non esiste più. Su una scena del crimine viene trovato un'altra vittima del "Neurochirurgo". Le impronte sull'arma del delitto portano a un certo Lyle Sussman che la Vogel non riconosce come suo paziente. Batista rivela a Quinn di essere a conoscenza della sua relazione con Jamie e lo incita a diventare un uomo serio e fare il concorso per diventare sergente. Messo sotto pressione, Quinn litiga con Jamie, ma poi comunica ad Angel di voler provare a salire di grado. Dexter si reca a casa di Sussman, ma sembra che l'uomo non rientri in casa da tempo. Attraverso una foto, scopre che Sussman ha un capanno in una riserva di caccia, ma quando arriva sul posto lo trova impiccato. Dexter dice alla dottoressa che probabilmente Sussman agiva come complice, ma la donna non regge la sua tesi. La Vogel si accorge che qualcuno è entrato in casa sua, ma insieme a Dexter riesce a trovare solo un video che mostra Sussman costretto a commettere l'omicidio, sotto minaccia di una pistola. Dexter allora si rende conto che la Vogel potrebbe avere ragione sull'identità del serial killer.
- Guest star: Charlotte Rampling (Evelyn Vogel), Sean Patrick Flanery (Jacob Elway), Barbara Tarbuck (Mrs. Sussman), Dana L. Wilson (Det. Angie Miller), Nick Gomez (Javier "El Sapo" Guzman), Scott Michael Morgan (Lyle Sussman), David Chittick (Welks), Monica Sanchez (Agente ufficio prove).
- Ascolti USA: telespettatori 2 524 000 spettatori[5]

## Sensi di colpa
- Titolo originale: What's Eating Dexter Morgan?
- Diretto da: Ernest Dickerson
- Scritto da: Lauren Gussis

### Trama
Debra viene trovata ubriaca in auto, dopo aver rotto un parchimetro, e portata in centrale. Quinn riesce a intervenire per lei, ma allo stesso tempo informa Dexter della situazione della sorella. Intanto, questa sua dedizione verso Debra porta Quinn ad avere problemi con Jamie, che sente sempre presente lo spettro della sua ex-fidanzata. Dexter riesce a convincere Debra a uscire a cena con lui. Al ristorante le indica un uomo a cena con la famiglia e le fa notare che è lo stesso uomo che lei salvò durante la sparatoria di un paio d'anni prima che le valse il titolo di tenente. In questo modo, cerca di farle capire che non ha fatto nulla di sbagliato e che ha agito così per salvarlo e che ha fatto tante buone azioni durante la vita e che non deve continuare ad autodistruggersi. Debra sembra molto colpita al punto che il giorno dopo, ubriaca, decide di andare alla centrale e confessare l'omicidio di LaGuerta. Riesce a parlare solo con Quinn, il quale, per temporeggiare, le fa scrivere su un foglio quella che lui crede una confessione causata dal semplice senso di colpa di non essere riuscita a evitare la morte del capitano. Nel frattempo chiama Dexter che preoccupato si precipita alla centrale con la dottoressa Vogel per calmare la sorella e per impedirle di fare cose di cui potrebbe pentirsi e la dottoressa Vogel tenta di calmarla spiegando che lei vuole aiutarla ma Debra ormai crollata del tutto non vuole sentire ragioni così Dexter la seda di nascosto e la porta a casa con l'aiuto di Vogel. A questo punto, l'uomo capisce di non poter essere contemporaneamente la causa e la soluzione ai problemi della sorella così incarica la dottoressa Vogel di prendersi cura di lei. La polizia trova il cadavere di Lyle Sussman, ma non nel modo in cui lo trovò Dexter la sera prima. La scena del crimine, infatti, indica che l'uomo si sia suicidato con un colpo di fucile in bocca. Se per la polizia il caso è chiuso, essendo Sussman l'unico indagato, Dexter e la Vogel continuano a cercare, soprattutto quando la dottoressa trova sulla porta di casa due pacchi, "Per lei" e "Per lui". Il killer sembra quindi sapere della presenza di Dexter e sembra mandar loro un messaggio facendo trovare in uno dei pacchi un pezzo di cervello legato alla vista. Dexter continua la sua caccia, basandosi sull'elenco di psicopatici di cui parla la Vogel nel suo libro. Il terzo nome della lista è Ron Galuzzo, che, però, si scopre non essere il killer, ma un cannibale. Prima di ucciderlo, Dexter rivela a Galuzzo di essere simili: anche lui, come un cannibale, ha consumato le persone a lui care.
- Guest star: Charlotte Rampling (dott. Evelyn Vogel), Sean Patrick Flanery (Jacob Elway), Rebecca Staab (Lucy Gerard), Jadon Wells (Harrison Morgan), Scott Michael Morgan (Lyle Sussman), Dana L. Wilson (Det. Angie Miller), Andrew Elvis Miller (Ron Galuzzo), Kurt Caceres (Agente Martinez), Christine Garver (Cameriera).
- Ascolti USA: telespettatori 2 431 000[6]

## A metà dell'opera
- Titolo originale: Scar Tissue
- Diretto da: Stefan Schwartz
- Scritto da: Tim Schlattmann

### Trama
Vogel cerca di aiutare Debra a comprendere che la scelta di sparare a LaGuerta era dettata dal fatto che lei, anche se spesso immagina di sparare a Dexter, alla fine avrebbe scelto sempre e comunque di salvare suo fratello. La psichiatra tenta di far capire a Debra che qualunque altra scelta sarebbe stata inutile perché LaGuerta era una folle e non avrebbe mai lasciato in pace entrambi perché non si sarebbe mai fermata dal continuare a fare del male a lei e al fratello a causa della sua folle vendetta contro di loro e che LaGuerta non era una brava persona mentre Debra lo è invece e che ciò che ha fatto è stato dettato dall'amore puro che prova per il fratello. Intanto una cameriera, Norma Rivera, viene trovata uccisa da brutali percosse e i sospetti ricadono sull'uomo di cui lei era l'amante. Dexter crede che il Neurochirurgo sia Yates, un altro ex paziente della Vogel, in quanto nota che ha una cicatrice sulla testa simile a quella che il killer reca alle sue vittime. Vogel comincia a mostrare a Debra alcuni video delle sedute tra lei e Harry e, rimasta da sola, guarda di nascosto l'ultima seduta registrata e capisce che suo padre si è suicidato perché non riusciva a sopportare il fatto che Dexter fosse un serial killer. Intanto Dexter conosce la sua nuova vicina di casa, Cassie, amica di Jamie, che è interessata a lui. Quinn sente due agenti parlar male di Debra e comincia a picchiare uno dei due. Batista si arrabbia in quanto mette in bilico la sua promozione a sergente. Dexter scopre che Yates sequestra e uccide giovani donne, conservandone la scarpa destra. Quando Yates si accorge di lui e scopre che agisce per la Vogel, fa sparire le sue cose. Dexter però trova il suo nascondiglio nel quale nota dei monitor collegati a delle telecamere nascoste per la casa, un manuale del chirurgo fai da te che gli dà la certezza che il Neurochirurgo possa essere lui, e infine trova una delle sue vittime bendata e ferita gravemente. Inoltre nel computer di Yates trova degli appunti della Vogel e, pensando che la dottoressa stia sfruttando la sua situazione in cui è coinvolta anche Debra per scrivere il suo prossimo libro, si arrabbia e decide di chiudere i rapporti con la donna. Intanto Masuka viene a sapere di avere una figlia, Nikki Walters, in quanto donatore di sperma. 
Debra chiede a Dexter di parlare e mentre sono in auto, lei gli domanda se il padre si è suicidato a causa sua, e alla risposta affermativa di Dexter, Debra sterza bruscamente, finendo fuori strada, nel tentativo di uccidere entrambi. Ma quando lei ne esce illesa e vede Dexter in procinto di affogare, capisce che Vogel aveva ragione e torna indietro a salvare il fratello.
- Guest star: Charlotte Rampling (dott. Evelyn Vogel), Sean Patrick Flanery (Jacob Elway), Aaron McCusker (A.J. Yates), Bethany Joy Lenz (Cassie Jollenston), Dora Madison Burge (Nikki Walters), Jadon Wells (Harrison Morgan), Dana L. Wilson (Det. Angie Miller), Kurt Caceres (Agente Martinez), Eileen Grubba (Infermiera), Donnell Turner (Poliziotto fuori servizio), Erica Ibsen (Janet), Derek Grae (Pescatore).
- Ascolti USA: telespettatori 2 471 000[7]

## Questo porcellino

Il killer A.J. Yates

- Titolo originale: This Little Piggy
- Diretto da: Romeo Tirone
- Scritto da: Scott Reynolds

### Trama
Usciti vivi dall'acqua, Dexter e Debra parlano davanti alla dottoressa Vogel: lui è arrabbiato perché la sorella ha tentato di ucciderlo, mentre lei gli rinfaccia la morte del padre. Debra finalmente riesce a riprendersi del tutto dal suo trauma emotivo e accetta la natura di serial killer vigilante del fratello capendo che ha protetto tante persone inclusa lei e gli domanda perdono riuscendo lentamente a ricucire il loro legame fraterno. In centrale fanno il punto sul caso dell'omicidio di Norma Rivera: si sospetta avesse una relazione con il suo datore di lavoro, Ed Hamilton, un uomo famoso e rispettato dalla polizia. Il capo di Quinn, Matthews, lo invita a essere prudente verso Hamilton facendogli capire che il suo comportamento può influire sulla promozione, che attende con ansia. Hamilton però racconta alla polizia che ha avuto una relazione con Norma Rivera, ma che non l'ha uccisa. Durante l'interrogatorio di Hamilton, nella sua villa, si presenta il figlio Zach, che avvicina Dexter sostenendo che la polizia sta perdendo tempo a concentrarsi sul padre perché non lo ritiene un assassino.
Yates irrompe a casa della dottoressa Vogel e la rapisce. Debra che si stava recando dalla dottoressa scopre la casa a soqquadro e realizza il rapimento della donna, così avverte Dexter che è alle prese con gli scheletri delle vittime di Yates trovati sepolti nel suo giardino.
Yates, infuriato perché Dexter è entrato in casa sua e per aver subito in passato l'asportazione di un pezzo di cervello su consiglio della dottoressa, la tiene in ostaggio in una casa momentaneamente disabitata.
Quinn e una collega scoprono che Norma Rivera è entrata in contatto con Zach Hamilton, ma poi il testimone ritratta, a parere di Quinn perché corrotto dagli Hamilton. Intanto Masuka comincia a instaurare un rapporto con la figlia, ma rimane deluso dal notare che lo sfrutta come un bancomat così chiede a Debra di indagare su di lei. Dopo aver cenato con la vicina Cassie, Quinn e Jamie, Dexter va alla ricerca di Yates e della dottoressa Vogel che riesce a telefonare a Dexter. Con l'aiuto di Debra e il supporto tecnico di Elway che rintraccia la chiamata, Dexter riesce a trovare la casa dove Yates tiene la dottoressa. Dopo averla liberata, Dexter uccide Yates. Poi insieme alle due donne, porta il cadavere sulla barca e lo getta in mare.
Guest star: Charlotte Rampling (dott. Evelyn Vogel), Sean Patrick Flanery (Jacob Elway), Aaron McCusker (A.J. Yates), Bethany Joy Lenz (Cassie Jollenston), Sam Underwood (Zach Hamilton), Dora Madison Burge (Nikki Walters), John D'Aquino (Ed Hamilton), Rolando Molina (Armando), Jadon Wells (Harrison Morgan), Dana L. Wilson (Det. Angie Miller), Alex Lewis (Marty), Laura Patalano (Governante).
- Ascolti USA: telespettatori 2 550 000[8]

## Un momento di riflessione
- Titolo originale: A Little Reflection
- Diretto da: John Dahl
- Scritto da: Jace Richdale

### Trama
Dexter cerca di capire se Zach, figlio di Ed Hamilton, sia coinvolto nell'uccisione di Norma Rivera con l'intento di ucciderlo. Dexter lo insegue e scopre che questi si è presentato a casa della dottoressa Vogel e, meravigliato, vuole sapere che tipo di legame c'è tra i due. La dottoressa gli rivela che Zach è un suo nuovo paziente mandato dal padre per la sua propensione alla violenza, ma Dexter le confessa i suoi dubbi sul ragazzo. Intanto Masuka, grazie all'aiuto di Debra, scopre che Nikki ha problemi economici. Successivamente la polizia di Miami indaga su un nuovo omicidio e Dexter, sulla scena del crimine, intravede da lontano Zach intento a fare foto della vittima così va a parlargli e lo invita più vicino al corpo cercando di studiare il ragazzo mentre prosegue nel fare foto. Più tardi Dexter passerà allo studio di Zach che lo invita a vedere le foto della scena del crimine precedente e osserva che Zach ha la foto di una donna sul tavolo, notando lo sguardo di Dexter, Zach la butta nel cestino, riceve una chiamata e saluta Dexter. La sera stessa Debra e Dexter cenano assieme ricucendo pian piano il loro rapporto di un tempo, mentre Batista promuove Miller sergente al posto di Quinn, che rimane deluso e non si arrende nelle indagini su Norma Rivera e cerca di capire anche lui, assieme a Dexter, se Zach c'entri qualcosa, spiandolo mentre quest'ultimo fa foto a un gruppo di donne dove c'è anche quella della foto scoperta da Dexter nel suo studio. Scopre che la ragazza è Sofia Fuentes, che lavora al Cypress Harbor Yacht Club, di cui la famiglia Hamilton è proprietaria, così ipotizza che Zach fa foto alle sue vittime prima e dopo l'uccisione e, per avere una prova di questo, va nello studio di Zach e scopre le foto di Norma Rivera subito dopo l'uccisione. Dexter stampa le foto e le porta alla Vogel che già era a conoscenza dell'episodio e propone a Dexter di insegnare il codice di Harry a Zach ma questi rifiuta perché il ragazzo ha ucciso un innocente e deve pagarla. Intanto, durante la festa di compleanno di Jamie, Masuka regala a Nikki un assegno di 5 000 dollari ma la ragazza, pur ammettendo di avere dei debiti, reagisce male in quanto non l'ha cercato per soldi ma perché davvero voleva conoscere suo padre. Inoltre Jamie viene a sapere che Quinn non ha avuto la promozione e se la prende con Batista. Dexter invece, su consiglio di Jamie, cerca di stringere legami con Cassie, ma questa sembra aver già legato con un altro uomo, Oliver, e quindi si fa da parte. Giunta sera, Dexter va a uccidere Zach nel suo studio, ma non lo trova e si reca al Cypress Harbor Yacht Club e scopre che Sofia è l'amante del padre di Zach così come lo era stata Norma e mentre questi insegue il padre, Dexter lo seda ma dopo aver capito che il ragazzo voleva mettere fine ai tradimenti del padre che hanno distrutto emotivamente la madre e dopo che Zach riconosce di essere maledetto dai suoi impulsi violenti e che preferirebbe morire piuttosto che fare del male ad altri Dexter non lo uccide perché ricorda le parole della Vogel che vuole che Dexter faccia da insegnante a Zach così come a un figlio. Quindi decide di aiutarlo a controllare i suoi impulsi tramite il suo codice morale per aiutarlo a canalizzare i suoi impulsi violenti sugli assassini. Dexter e Debra si trovano a casa di quest'ultima e lei gli confessa che Ewley ha una cotta per lei, poi d'improvviso i due vengono colti da un malore e prima di svenire Dexter vede entrare Hannah.
- Guest star: Charlotte Rampling (dott. Evelyn Vogel), Sean Patrick Flanery (Jacob Elway), Bethany Joy Lenz (Cassie Jollenston), Sam Underwood (Zach Hamilton), Dora Madison Burge (Nikki Walters), John D'Aquino (Ed Hamilton), Darri Ingolfsson (Oliver Saxon), David Chisum (Kevin Wyman), Yvonne Strahovski (Hannah McKay), Jadon Wells (Harrison Morgan), Dana L. Wilson (Det. Angie Miller).
- Ascolti USA: telespettatori 2 208 000[9]

## Dress code
- Titolo originale: Dress Code
- Diretto da: Alik Sakharov
- Scritto da: Arika Lisanne Mittman

### Trama
Dexter si risveglia a Kendall sul ciglio della strada e chiama Debra, che è a casa sua, dicendole di venire a prenderlo e le racconta di esser stato narcotizzato da Hannah. Debra vorrebbe denunciarla alla polizia ma Dexter teme per l'incolumità di entrambi in quanto pensa che la donna sia tornata per vendetta. Intanto Zach continua a fare pressioni a Dexter per cominciare l'addestramento, ma lui è troppo occupato a scoprire per quale motivo Hannah sia tornata a Miami. Jamie intanto chiede a Quinn di andare a vivere insieme. Continuando a indagare, Dexter scopre che Hannah ha sposato un uomo facoltoso che sa tutto di lei e dei suoi trascorsi con Dexter. Intanto Quinn continua a indagare su Zach, sicuro della sua colpevolezza. A Dexter viene intimato dal marito di Hannah di starle alla larga, ma lui la raggiunge alla sua vecchia serra e lei gli spiega che lo aveva drogato per attirare la sua attenzione in quanto avrebbe voluto che uccidesse il marito per lei, a causa del fatto di sentirsi troppo soffocata da un uomo dispotico e possessivo. Dexter le domanda come mai non se ne fosse occupata da sola, ma lei gli spiega che aveva tutti gli occhi dei parenti puntati addosso. Masuka scopre che la figlia lavora come cameriera in topless in un bar sportivo e le propone di lavorare con lui nella scientifica. Debra, sapendo del ritorno di Hannah a Miami, decide di pedinare il fratello mettendo un GPS nella macchina sapendo che il fratello sarebbe rimasto in contatto con lei, in modo da catturarla e ricevere i 250 000 dollari di ricompensa. Hannah intanto uccide suo marito dopo che lui era in procinto di stuprarla e chiama Dexter per farsi aiutare a disfarsi del corpo. Intanto la vicina di casa di Dexter, Cassie, viene picchiata e uccisa brutalmente e i sospetti di Dexter ricadono su Zach, in quanto è stata uccisa nello stesso modo in cui era stata uccisa Norma Rivera, pensando che il ragazzo fosse arrabbiato con lui in quanto stava tralasciando l'insegnamento di Zach per dedicarsi ai problemi di Hannah.
- Guest star: Yvonne Strahovski (Hannah McKay), Charlotte Rampling (dott. Evelyn Vogel), Sean Patrick Flanery (Jacob Elway), Bethany Joy Lenz (Cassie Jollenston), Julian Sands (Miles Castner), Sam Underwood (Zach Hamilton), Dora Madison Burge (Nikki Walters), Darri Ingolfsson (Oliver Saxon), Jadon Wells (Harrison Morgan), Adrian Neil (Procuratore), Darwin Harris (Portiere), Joe Ordaz (Equipaggio di sicurezza).
- Ascolti USA: telespettatori 1 904 000[10]

## Siamo già arrivati?
- Titolo originale: Are We There Yet?
- Diretto da: Holly Dale
- Scritto da: Wendy West

### Trama
I federali hanno messo una taglia di 250 000 dollari sulla testa di Hannah, così Debra propone a Elway di catturarla. Dexter è a alla ricerca di Zach ed è determinato a ucciderlo in quanto lo ritiene colpevole della morte di Cassie, la vicina di Dexter. Scopre che il ragazzo alloggia alle Keys, lo raggiunge accompagnato da Hannah e con sua sorpresa trova la camera dell'albergo tappezzata e pronta per l'esecuzione della sua prima vittima emulando il metodo del suo mentore. Quando Zach rientra, Dexter sta per ucciderlo ma capisce che questi non può essere stato l'assassino in quanto nei giorni precedenti era a caccia di un serial killer che rientrava nel codice di Harry. Intanto Debra, sospettosa del fratello per un possibile attaccamento a Hannah, sorveglia i due, riuscendo a localizzarli, e quando si trova a tu per tu con Hannah in un primo momento è tentata di consegnarla alle autorità ma Hannah la persuade del fatto che lei ama ancora Dexter ed è l'unico motivo per il quale è ritornata a Miami e non ha intenzione di fare del male né a lei, né al fratello. Così Debra rinuncia a catturarla e rinuncia anche alla cospicua ricompensa che ne sarebbe derivata; successivamente confiderà al suo capo che non si sente gratificata dal suo lavoro di investigatore privato e che ha deciso di rientrare in polizia. Dexter consegna a Hannah i documenti falsi che le permetteranno di fuggire in Argentina sotto falso nome e le dà le ultime istruzioni prima di un ultimo saluto, questi poi passeranno la notte insieme. Al rientro a casa, Dexter con sua grande sorpresa trova il cadavere di Zach ucciso con le modalità del killer chirurgo. Alla fine Dexter raggiunge Hannah e mentre sta per partire le chiede di restare, mentre la dottoressa Vogel riceve il pezzo del cervello di Zach.
- Guest star: Yvonne Strahovski (Hannah McKay), Charlotte Rampling (dott. Evelyn Vogel), Sean Patrick Flanery (Jacob Elway), Sam Underwood (Zach Hamilton), Dora Madison Burge (Nikki Walters), Darri Ingolfsson (Oliver Saxon), Jadon Wells (Harrison Morgan).
- Ascolti USA: telespettatori 1 943 000[11]

## La colonna sonora della tua vita
- Titolo originale: Make Your Own Kind of Music
- Diretto da: John Dahl
- Scritto da: Karen Campbell

### Trama
Dexter e la dottoressa Vogel indagano sulla morte di Zach. Dexter vuole uccidere l'assassino di Zach e spiega alla dottoressa di volersi costruire un futuro con Hannah. Elway comunica all'agente Clayton dell'US Marshall le informazioni in suo possesso su Hannah e chiede di poter collaborare alla cattura, ma Clayton rifiuta, pur promettendogli la ricompensa prevista. Quinn chiede a Debra un aiuto perché crede che Zach, sparito da qualche giorno, sia l'assassino di Cassie ma Debra viene a sapere da Dexter che Zach è morto e non ha ucciso la donna. Dexter analizzando il DNA su un reperto trovato sulla scena del delitto di Zach scopre che l'assassino è imparentato con la dottoressa Vogel che confessa di aver avuto un figlio psicopatico, Daniel, che prima ha ucciso il fratello Richard e poi è stato ricoverato in un ospedale psichiatrico a Londra dove sarebbe morto in un incendio assieme ad altri pazienti. Dexter pensa che Daniel abbia inscenato la sua morte per poter evadere, ma la Vogel non vuole credere alla sua teoria. Gli consegna però una vecchia foto del figlio per mettersi sulle sue tracce nel caso fosse ancora vivo. Grazie a un software Dexter scopre che Daniel quasi certamente è Oliver Saxon, l'ultimo ragazzo di Cassie. 
Clayton si mette in contatto con la polizia e avvisa Dexter che Hannah è stata vista a Miami quindi pensa che sia meglio assegnargli una scorta, che rifiuta chiedendo però che Harrison sia protetto. Dexter avvisa Hannah che Clayton è sulle sue tracce, ma lei non può restare nascosta: deve recuperare i soldi da Arlene. Così entrambi vanno da Arlene per recuperare il denaro. Mentre sono nel suo appartamento arriva Clayton che sospetta che Arlene riceva denaro da Hannah dato che ha un livello di vita troppo alto per una cameriera. Dexter a quel punto finge di essere il fidanzato di Arlene e dice di aiutare la donna economicamente. Clayton sembra accettare la spiegazione e va via senza sospetti. Debra dopo aver parlato con Jamie sulla morte di Cassie, nutre dei sospetti sul fidanzato, Oliver Saxon, che a dire di Jamie opprimeva un po' troppo l'amica. Dexter porta Hannah a casa di Debra, mentre lei con Quinn interroga Oliver e si insospettisce ancora di più. Di seguito Quinn, ricordando i vecchi tempi, si lascia scappare un bacio con Debra e i due fanno finta di niente. Tornata a casa, Debra viene a sapere da Dexter che Hannah dovrà stare da lei in quanto un agente federale è sulle sue tracce, e accetta di ospitarla seppur non entusiasta della sua presenza. Saputo dell'interrogatorio di Oliver, Dexter avverte la sorella di fare attenzione e stargli lontano, ma non le spiega il motivo. Poi si mette sulle tracce di Oliver scoprendo che ha lasciato la casa che abitava, Ma trova una lattina da cui estrae il DNA: ha la conferma che Oliver Saxon è figlio della dottoressa Vogel. Chiede alla dottoressa di aiutarlo a trovare Oliver, ma lei è contraria a ucciderlo perché vuole recuperarlo. Le chiede di scrivere sul suo diario che ha intenzione di frequentare un bar, dove la dottoressa portava spesso il figlio Daniel, certo che Oliver acceda al computer della madre con un programma spyware. Hannah e Dexter prendono la decisione di fuggire in Argentina portandosi dietro Harrison, ricominciando una nuova vita. Intanto Debra torna in servizio nella polizia di Miami come detective, mentre Matthews viene a sapere che Zach è sparito e chiede a Batista di indagare. Clayton dopo aver setacciato Miami per trovare Hannah, decide di sospendere le ricerche. Elway viene a sapere che Hannah aveva una relazione con Dexter e interroga Debra sospettando che la ragazza sappia qualcosa che non vuole rivelare. Dexter torna dalla dottoressa Vogel per darle un sonnifero e va nel bar al posto della dottoressa per catturare Oliver. Quando lo trova, Oliver capisce di essere seguito da Dexter e prima di scappare taglia le gomme della macchina di Dexter che pensa sia andato dalla madre, così si precipita da lei. La dottoressa ha capito di essere stata addormentata e fa sapere a Dexter che non vuole che si occupi del figlio, così lo manda via. Si scopre poi che Oliver era in casa, parlando con Dexter, la Vogel ha dimostrato a Oliver che Dexter si era recato al bar di sua iniziativa e che può fidarsi di lei. L'intento di Dexter rimane sempre però quello di uccidere Oliver e scappare da Miami.
- Guest star: Yvonne Strahovski (Hannah McKay), Charlotte Rampling (dott. Evelyn Vogel), Sean Patrick Flanery (Jacob Elway), Nicole Laliberte (Arlene Schram), Kenny Johnson (U.S. Marshall Max Clayton), Dora Madison Burge (Nikki Walters), Darri Ingolfsson (Oliver Saxon/Daniel Vogel), Jadon Wells (Harrison Morgan).
- Ascolti USA: telespettatori 2 286 000[12]

## Addio Miami
- Titolo originale: Goodbye Miami
- Diretto da: Steve Shill
- Scritto da: Jace Richdale e Scott Reynolds

### Trama
La dottoressa Vogel cerca di ricostruire un rapporto con il figlio che l'accusa di averlo mandato in ospedale e di aver preferito sviluppare un rapporto con Dexter. Vogel gli promette il suo aiuto, ma Oliver è contrario. Dexter confessa a Debra che a breve si trasferirà in Argentina per rifarsi una vita con Hannah e Harrison, ma la sorella reagisce male alla notizia. Quinn decide di rompere i rapporti con Jamie, perché si rende conto di amare ancora Debra, e la ragazza reagisce male diventando sprezzante nei confronti di Debra. Recatasi alla polizia per rispondere ad alcune domande su Zach Hamilton, la dottoressa Vogel parla con Dexter del suo tentativo di riconquistare il figlio. Dexter la mette in guardia poiché pensa che Oliver è pericoloso e ucciderà ancora, ma lei rifiuta l'aiuto. Successivamente Dexter comunica a Batista la sua intenzione di cambiare vita e licenziarsi. Oliver porta la dottoressa Vogel nel luogo in cui uccide le sue vittime e le chiede di aiutarlo a vivere come un assassino, rifiutando invece ogni ipotesi di ricovero. Saxon vorrebbe prendere il posto di Dexter nella considerazione della madre. La dottoressa Vogel va a casa di Dexter per chiedergli di non uccidere Oliver, ma Dexter le mostra i video che ha trovato sul computer del figlio e lei capisce che Dexter deve ucciderlo per evitare che faccia del male ad altre persone. Clayton va da Batista per comunicargli che l'indagine su Hannah non è più una priorità, visto che non trova prove della presenza della ragazza a Miami, e quando scopre che Dexter sta per lasciare il lavoro per trasferirsi si insospettisce e confessa i suoi dubbi a Debra. Il federale pensa infatti che Dexter e Hannah siano tornati insieme e che lui la stia nascondendo. Debra smentisce le sue teorie e mette in guardia Hannah. Mentre Debra è da Elway a dare le dimissioni, Harrison si fa male e Hannah è costretta a portarlo al pronto soccorso, dove lascia tracce della sua presenza. Clayton riceve conferma dall'infermiera che una donna che risponde alla descrizione di Hannah è stata in ospedale e si mette subito sulle sue tracce. Quinn e Debra confessano di provare ancora qualcosa l'un per l'altra e tornano insieme. Dexter riceve una telefonata dalla Vogel che gli dice che Saxon sta andando a casa sua. Dexter corre dalla dottoressa; giunto davanti alla casa di questa, Dexter riceve una telefonata da Saxon che lo invita a guardare all'interno dell'abitazione, mentre sgozza la madre.
- Guest star: Yvonne Strahovski (Hannah McKay), Charlotte Rampling (dott. Evelyn Vogel), Sean Patrick Flanery (Jacob Elway), Kenny Johnson (U.S. Marshall Max Clayton), Dora Madison Burge (Nikki Walters), Darri Ingolfsson (Oliver Saxon/Daniel Vogel), Jadon Wells (Harrison Morgan), Dana L. Wilson (Det. Angie Miller), Scott Michael Morgan (Lyle Sussman), David Chittick (Welks), Angela Bullock (Receptionist), Anzu Lawson (Infermiera).
- Ascolti USA: telespettatori 2 340 000[13]

## Caccia all'uomo
- Titolo originale: Monkey in a Box
- Diretto da: Ernest Dickerson
- Scritto da: Tim Schlattmann e Wendy West

### Trama
Dexter denuncia la morte della dottoressa Vogel, cancellando le sue tracce da ex paziente, e mette in vendita casa e barca, decidendo con Hannah di partire per Rio e poi proseguire verso l'Argentina. Saxon si presenta in centrale per tutelarsi sull'omicidio di Cassie e dopo avergli prelevato il DNA, Dexter si mette d'accordo con Debra per far ricadere le accuse su di lui per entrambi gli omicidi. In un vecchio edificio abbandonato, Dexter trova il nascondiglio di Saxon in cui tiene un pc contenente video incriminanti. Per costringerlo a farsi vivo mette on line un video in cui Saxon uccide una delle sue vittime. Debra viene avvicinata dall'agente Clayton che dà la caccia a Hannah ma mente ancora, sostenendo di non sapere dove sia. Anche Elway si presenta sospettoso a casa di Debra e pensa che la donna nasconda la fuggitiva. Saxon si finge interessato ad acquistare la casa di Dexter ma è solo un modo per parlare con lui. Propone a Dexter un patto: gli intima a non dargli più la caccia così lui lascerà in pace i suoi affetti. Dexter prende tempo ma non è intenzionato ad accettare. Intanto Hannah fa pressioni su Dexter per andare via da Miami il prima possibile, ma lui non si sente al sicuro con Saxon in giro e promette di sbarazzarsi di lui quanto prima. Per evitare di essere scoperta, Hannah va a stare in un hotel. Mentre Dexter è a cena con Debra, i federali irrompono a casa di quest'ultima per cercare indizi, ma non trovano nulla così Clayton cerca di tracciare i loro movimenti dalla cronologia del computer della detective in cui trova il numero del volo prenotato da un sito di una compagnia di voli per il Sud America. Quando Saxon si rende conto di essere ricercato per omicidio va da Dexter in piena notte per ucciderlo, ma Dexter e Debra gli tendono una trappola. Dexter porta Saxon nella stanza che questi usava per uccidere le sue vittime, lo lega ma decide di non ucciderlo. Vuole che finisca sulla sedia elettrica. Lo consegna, legato, a Debra ma quando questa esce dall'edificio per chiamare i rinforzi, l'agente Clayton, che la stava seguendo sospettando di lei per favoreggiamento, entra nell'edificio e trova Saxon. Clayton, dopo averlo liberato, viene accoltellato da Saxon che poi spara a Debra, ferendola all'addome. Debra invece colpisce Saxon di striscio, non impedendogli la fuga. Dexter nel frattempo si sta preparando a partire con Hannah e Harrison.
- Guest star: Yvonne Strahovski (Hannah McKay), Valerie Cruz (Sylvia Prado), Sean Patrick Flanery (Jacob Elway), Kenny Johnson (U.S. Marshall Max Clayton), Dora Madison Burge (Nikki Walters), Darri Ingolfsson (Oliver Saxon/Daniel Vogel), Jadon Wells (Harrison Morgan), Dana L. Wilson (Det. Angie Miller), Kevin Brief (Compratore barca), Suzanne Whang (Anchor Woman), Jason Williams (Anchor).

## Ricorda i mostri
- Titolo originale: Remember the Monsters?
- Diretto da: Steve Shill
- Scritto da: Scott Buck e Manny Coto

### Trama
Dexter si presenta in aeroporto per partire per Rio, mentre Hannah è chiusa in bagno per sfuggire a Elway. Con un escamotage Dexter fa fermare Elway dalla polizia, ma ciò provoca l'evacuazione dell'aeroporto di Miami e il rinvio del viaggio. Decidono che il modo più sicuro di partire è cambiare aeroporto. Uscito dall'aeroporto viene avvertito del ferimento di Debra e la raggiunge in ospedale. Dexter si sente responsabile per quanto accaduto alla sorella e quando si imbatte in Ewlay che lo accusa di favoreggiamento, gli intima di stargli lontano. Poi chiede a Hannah di partire con Harrison in autobus alla volta di un altro aeroporto e che li raggiungerà in seguito. Tornato in ospedale, Dexter viene sorpreso da Saxon, che nel frattempo s'è fatto curare la ferita da un veterinario per poi raggiungere l'ospedale e mirare a Debra. Saxon viene arrestato, interrogato e trasferito in carcere, ma nel frattempo le condizioni di Debra si sono aggravate. È in coma a causa di un coagulo che le ha provocato un ictus e i dottori dichiarano che non sarà più in grado di pensare, avvertire le persone attorno a essa, ragionare o comprendere di essere in vita. In centrale Angel e Joey interrogano duramente Oliver ma questi rifiuta di parlare pur sapendo di rischiare di finire sulla sedia elettrica. Joey furioso per quanto accaduto a Debra arriva quasi ad assalire il serial killer ma Angel pur capendo manda fuori l'amico ma concorda sul fatto che Joey ha ragione nel definire Oliver un rifiuto umano. Dexter decide di uccidere Saxon: si reca in carcere con la scusa di un prelievo di sostanze dai suoi abiti, tira fuori una biro e minaccia verbalmente di ucciderlo aspettando che Oliver prenda la biro e lo attacchi in modo da poter contrattaccare a sua volta in modo da poter usare la scusa della legittima difesa. Saxon si impossessa della biro e lo ferisce, ma Dexter, ripresa la biro, lo colpisce mortalmente alla giugulare. Viene però ripreso dalle telecamere di sicurezza. Quinn e Batista sono imbarazzati ma credono alla spiegazione di Dexter e avallano l'ipotesi di legittima difesa anche perché tenevano anche loro a Debra e ritengono che Oliver abbia avuto ciò che si è meritato. Hannah, salita su un autobus, si trova in compagnia di Elway che vuole consegnarla alla giustizia e intascare i soldi della ricompensa su Hannah minacciando di affidare successivamente Harrison ai servizi sociali, ma la furba ragazza con una mossa a sorpresa riesce a addormentarlo con una iniezione di sonnifero che Dexter le aveva dato da usare in caso di necessità, quindi prende un volo per il Sud America con Harrison al fianco. Dexter riflette su quanto ha sempre desiderato provare emozioni come gli altri. Ora finalmente lo fa, ma vorrebbe solo smettere. Si reca in ospedale, nel caos per l'arrivo dell'uragano: entra nella stanza della sorella, e con un "Ti amo Deb" sussurratole nell'orecchio, spegne le macchine che la tenevano in vita. Per la prima volta, togliere la vita è per lui un atto umano, di amore nei confronti di Debra. A questo punto, Dexter carica la sorella sulla barca e la porta al largo. Dexter getta in acqua il cadavere della sorella, chiama Hannah e il figlio e dopo avergli detto che gli vorrà bene per sempre, naviga verso l'uragano, mentre la sua voce narrante spiega il suo bisogno di proteggere chi ama da se stesso. Il giorno dopo la guardia costiera trova i resti dell'imbarcazione e avverte Batista. Hannah a Buenos Aires vede su Internet la notizia della scomparsa di Dexter e piange, senza farsi notare da Harrison accanto a lei. In una misteriosa località un uomo scende da un camion che trasporta legna. Entra in una casa. È Dexter con la barba lunga e il volto infelice. La scena si conclude con lui che, per la prima volta nella serie, non è accompagnato dalla voce narrante i suoi pensieri né dalla presenza costante di Harry al suo fianco. Solo il silenzio. Si siede a un tavolo vicino a una finestra, chiude le palpebre, alza il capo e proprio negli ultimi attimi, spalanca gli occhi rivolgendoli alla telecamera.
- Guest star: Yvonne Strahovski (Hannah McKay), Sean Patrick Flanery (Jacob Elway), Amy Pietz (dott. Cooper), Eric Ladin (dott. Turner), Jadon Wells (Harrison Morgan), Darri Ingolfsson (Oliver Saxon/Daniel Vogel)